# Agrotis tutti
Agrotis tutti là một loài bướm đêm trong họ Noctuidae.